# Governors Awards
O Governors Awards é uma cerimônia anual apresentada pela Academia de Artes e Ciências Cinematográficas (AMPAS) no Hollywood and Highland Center, em Los Angeles, na Califórnia. Os três prêmios que indicam conquistas ao longo da vida na indústria cinematográfica — o Óscar Honorário, o Prêmio Humanitário Jean Hersholt e o Prêmio Memorial Irving G. Thalberg — são concedidos no evento normalmente no ano anterior à cerimónia dos Óscares. A primeira cerimônia do prêmio ocorreu em 14 de novembro de 2009. Antes disso, os prêmios supracitados foram formalmente apresentados durante a cerimônia principal do Oscar, que agora realiza uma breve menção aos ganhadores do prêmio após a exibição de uma montagem para apresentar os recipientes.